# Joachim Vobbe
Joachim Vobbe (Bad Honnef, 5 gennaio 1947 – Königswinter, 26 luglio 2017) è stato un vescovo vetero-cattolico tedesco.

## Studi e ordinazione sacerdotale
Dopo aver frequentato il Gymnasium Statale di Lingue Antiche di San Michele a Bad Münstereifel (1957 - 1966), studiò Teologia a Bonn, Münster e Colonia. Fu ordinato sacerdote il 14 giugno 1972 nell'Arcidiocesi cattolica di Colonia.

## Da cattolico a vetero-cattolico
Fu cappellano a Colonia-Holweide e presso la parrocchia dell'Assunzione di Maria a Düsseldorf-Unterbach prima di passare, nel 1977 alla Diocesi cattolica per i veterocattolici in Germania. In questa divenne vicario e parroco a Blumberg e nelle parrocchie di confine nel Baden-Württemberg, poi per tredici anni parroco di Offenbach am Main, e, dal 1985 alla sua elezione a Vescovo, anche Decano dell'Assia

## Vescovo
Il 15 novembre 1994 fu eletto successore di Sigisbert Kraft dal Sinodo Episcopale nella chiesa di San Fiorino a Coblenza, per essere ordinato Vescovo il 25 marzo 1995 nella chiesa dei Re Magi a Francoforte sul Meno. Da quel momento risiede a Bonn, sede dei Vescovi vetero-cattolici tedeschi dal 1873.
Dal 1997 al 2002 è stato presidente della Conferenza episcopale vetero-cattolica internazionale (IBK) presso la Comunione Anglicana; dal 2002 fa parte del Bureau dell'IBK come questore. Dal febbraio 1998 è diventato delegato dell'IBK con competenza vescovile per i veterocattolici italiani, carica che ha mantenuto fino al 31 dicembre 2007. In quest'incarico è stato sostituito dallo svizzero Fritz-René Müller.
Dal 1999 è Vescovo Assistente Onorario della Diocesi di Gibilterra in Europa, e dal 2002 riveste lo stesso ruolo anche presso la Convocazione delle Chiese Episcopali Americane in Europa.
Il 1º luglio 2000 è stato co-consacratore ad Utrecht di Joris Vercammen Arcivescovo di Utrecht, insieme a Jan Lambert Wirix-Speetjens (all'epoca vescovo di Haarlem, consacratore principale) e Wiktor Wysoczański (Vescovo della Chiesa polacco-cattolica - Diocesi di Varsavia).
Dal 2007 è co-presidente, con l'anglicano Jonathan Gledhill, del Consiglio Internazionale di Coordinazione tra Anglicani e Vetero-cattolici (incarico già ricoperto tra il 1998 e il 2003).
Dal 2004 è a capo del gruppo dei delegati vetero-cattolici della commissione preparatoria per la prosecuzione del dialogo tra ortodossi e vetero-cattolici.
Tra le importanti decisioni del suo servizio episcopale c'è la trasformazione che nei Sinodi più progressisti aprì l'ordinazione alle donne. Il lunedì di Pentecoste del 1996 ordinò a Costanza le prime due donne sacerdote.
Dal 1995 al 2004 ha convocato teologi e laici dalla sua Diocesi e dall'Ecumene ai cosiddetti "Giorni della lettera pastorale", una sorta di brainstorming della durata di una settimana da cui nasceva ogni volta una lettera pastorale tematica con materiale di lavoro aggiuntivo.
Nel 2007, col ceco Dušan Hejbal e l'austriaco Bernhard Heitz ha seguito la nascita della Chiesa vetero-cattolica in Ucraina.
Nel Consiglio nazionale del 26 giugno 2009 ha rassegnato le dimissioni per motivi di salute; il 7 novembre dello stesso anno il Sinodo riunito a Mannheim ha scelto Matthias Ring, che sarà consacrato il 20 marzo 2010, come suo successore.

## Altri dati
Joachim Vobbe era sposato e aveva due figli maschi.